# Almohaden

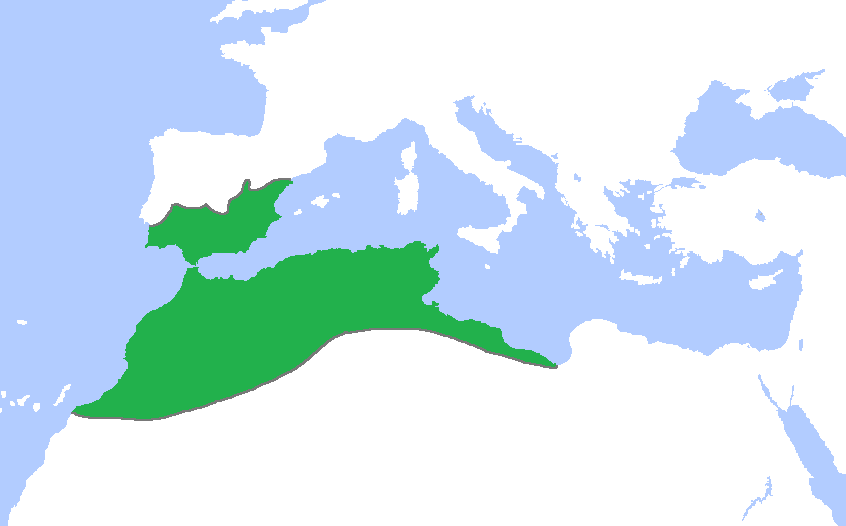
Almohadenreich (um 1160)

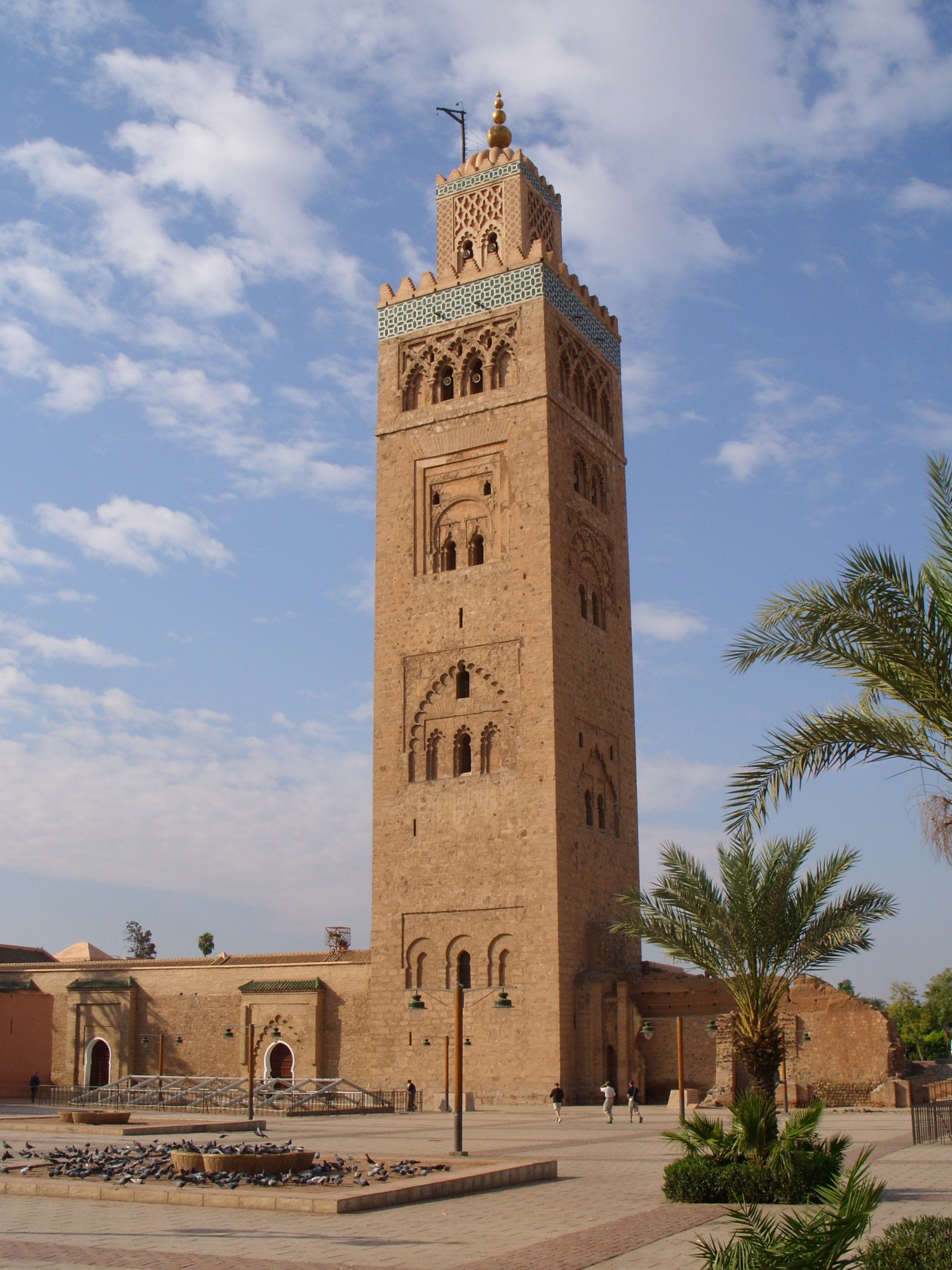
Minarett der unter den Almohaden in Marrakesch erbauten Koutoubia-Moschee

Iberische Halbinsel zur Zeit der Herrschaft der Almohaden (Pfeile zeigen die Stoßrichtungen der christlichen Heere während der Reconquista; A=Aragón, C=Kastilien, L=León, N=Navarra, P=Portugal)

Die Almohaden (von arabisch الموحدون al-muwahhidun, DMG al-muwaḥḥidūn ‚Vereiniger, Bekenner der Einheit Gottes‘; Tifinagh-Schrift ⵉⵎⵡⵃⵃⴷⵏ) waren eine muslimische marokkanische Berber-Dynastie, die zwischen 1147 und 1269 über weite Teile des Maghreb und von al-Andalus herrschte.

## Geschichte
Die Dynastie der Almohaden wurde im Jahr 1121 von Ibn Tumart begründet, der die Masmuda-Berber des Hohen Atlas für seine Glaubensauffassung missionierte. Diese sah allein den Koran und die Tradition des Propheten Mohammed als legitime Quellen an und lehnte die Fortschreibung von Entscheidungen früherer Autoritäten ab. Sie verstand den Koran so, dass sich die Erkenntnis der Existenz und Einheit Gottes aus der Schöpfung heraus auf rein rationale Überlegungen gründen kann, und richtete sich dagegen, anthropomorphe Gottesbeschreibungen im Koran literalistisch zu deuten. Sie war außerdem mit einem strengen Moralismus verbunden.
Im Jahr 1129 scheiterte ein erster Angriff auf Marrakesch, doch führte Tumarts Nachfolger Abd al-Mumin (reg. 1130–1163) die Bewegung zum Erfolg und stürzte mit der Eroberung von al-Andalus (1148) und Marrakesch (1149) die Dynastie der Almoraviden. Nach der Sicherung der Herrschaft über Marokko eroberten die Almohaden das Reich der Hammadiden in Algerien (1152) sowie das Reich der Ziriden im heutigen Tunesien (1155–1160), womit sie den gesamten Westen der islamischen Welt beherrschten. Durch die Umsiedlung arabischer Beduinenstämme von Ifrīqiya und Tripolitanien nach Marokko wurde die Arabisierung der Berber auch in diesem Teil des Maghrebs erheblich beschleunigt.
Unter Kalif Abu Yaqub Yusuf I. (reg. 1163–1184) wurde das Reich weiter gefestigt und vor allem in al-Andalus gegen die Rückeroberungsversuche (reconquista) der christlichen Reiche verteidigt. Die Almohaden führten den durch die Abbasiden angelegten Architekturstil für Moscheen, der durch die T-Disposition aus dem hervorgehobenen Mittelschiff und dem Querschiff vor der Qiblawand gekennzeichnet ist, fort. Beispiele sind die Kutubiyya-Moschee in Marrakesch und die Moschee von Tinmal im Atlasgebirge. Abu Yaqub Yusuf I. und sein Sohn Yaʿqūb al-Mansūr waren den Wissenschaften gegenüber aufgeschlossen und förderten u. a. die philosophische Tätigkeit von Averroes, wenn auch Yaʿqūb al-Mansūr Averroes, wohl aus vorübergehenden politischen Interessen, im Jahr 1197 für zwei Jahre nach Lucena, nahe Córdoba, verbannte und zuließ, dass seine ideologischen Gegner seine Schriften verbrannten.
In Ifriqiya führten die Almohaden einen lang andauernden Kleinkrieg gegen die Anhänger der Almoraviden, wodurch die Wirtschaft im östlichen und zentralen Maghreb ruiniert wurde. Dennoch konnten unter Yaʿqūb al-Mansūr (reg. 1184–1199) in al-Andalus die Vorstöße Kastiliens in der Schlacht bei Alarcos (1195) abgewehrt werden.
In der Folgezeit gewannen unter Kalif Muhammad an-Nasir (reg. 1199–1213) einige Provinzen an Autonomie. In al-Andalus wurde die almohadische Herrschaft im Gefolge der katastrophalen Niederlage des jungen Kalifen in der Schlacht bei Las Navas de Tolosa im Sommer 1212 gegen die vereinigten christlichen Königreiche zwar zunächst nicht wesentlich erschüttert, aber langfristig geschwächt, und ging in den folgenden Jahrzehnten verloren.
Als Yusuf II. al-Mustansir (reg. 1213–1224) minderjährig an die Macht kam und Auseinandersetzungen unter den Stammesführern der Almohaden ausbrachen, begann der Niedergang des Reiches. In der sich ausweitenden Anarchie gewannen die arabischen Beduinen an Bedeutung. Bis zum Jahr 1235 hatten die Almohaden die Herrschaft über al-Andalus an Ibn Hud, Ifrīqiya an die Hafsiden und Algerien an die Abdalwadiden verloren.
In Marokko begannen die Meriniden (Banu Marin) ihre Macht auszudehnen, um nach der Eroberung von Fès (1248) eine neue Dynastie zu begründen. Zwar konnten sich die Almohaden in Marrakesch noch bis zum Jahr 1269 gegen die Meriniden behaupten, doch hatten sie ihre Bedeutung seit dem Fall von Fès weitgehend verloren.

## Bedeutung
Die Herrschaft der Almohaden war durch einen zunehmenden Ausgleich zwischen arabischen und berberischen Bevölkerungsgruppen auf dem Land gekennzeichnet. Während des Niedergangs setzten sich allerdings die nomadischen Stämme gegenüber der sesshaften Bevölkerung als wichtigste politische Kraft im Maghreb durch. Dies trug später maßgeblich zum wirtschaftlichen Niedergang der Region bei.

## Herrscher
- Abd al-Mumin (1130–1163)
- Abu Yaqub Yusuf I. (1163–1184)
- Yaʿqūb al-Mansūr (1184–1199)
- Muhammad an-Nasir (1199–1213)

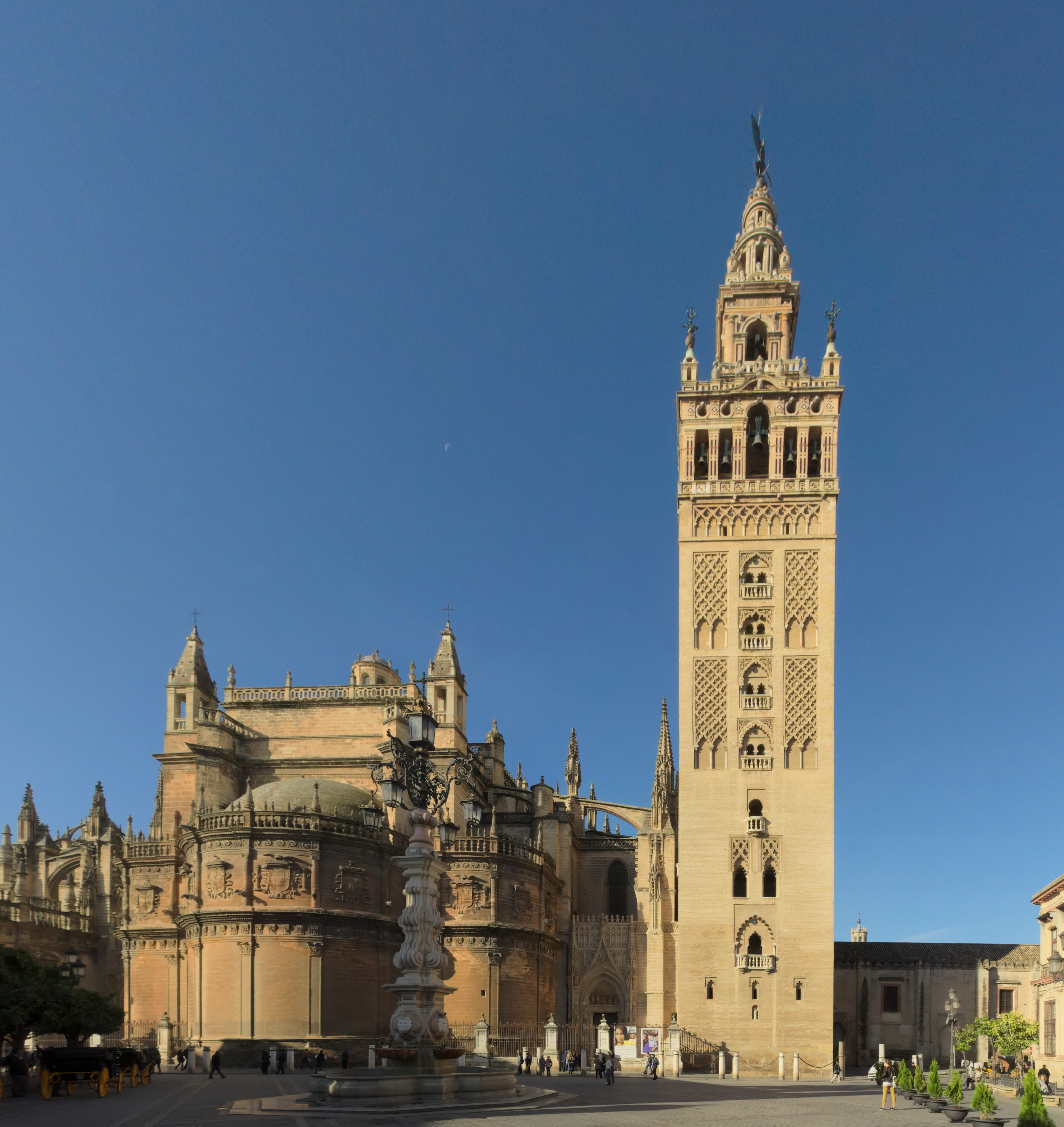
Die Giralda von Sevilla war das Minarett der zerstörten Moschee der Stadt.

- Yusuf II. al-Mustansir (1213–1224)
- Abd al-Wahid al-Makhlu (1224)
- Abdallah al-Adil (1224–1227)
- Idris I. al-Mamun (1227–1232)
- Abd al-Wahid II. ar-Rashid (1232–1242)
- Ali Abul-Hasan as-Said (1242–1248)
- Umar al-Mustafiq (1248–1266)
- Abu Dabis (1266–1269)

## Bauten
In ihrer Blütezeit (ca. 1140–1248) errichteten die Almohadenherrscher – auch zum Zeichen ihres Machtanspruchs – eine Vielzahl von imposanten religiösen und weltlichen Bauten in Marokko und al-Andalus:

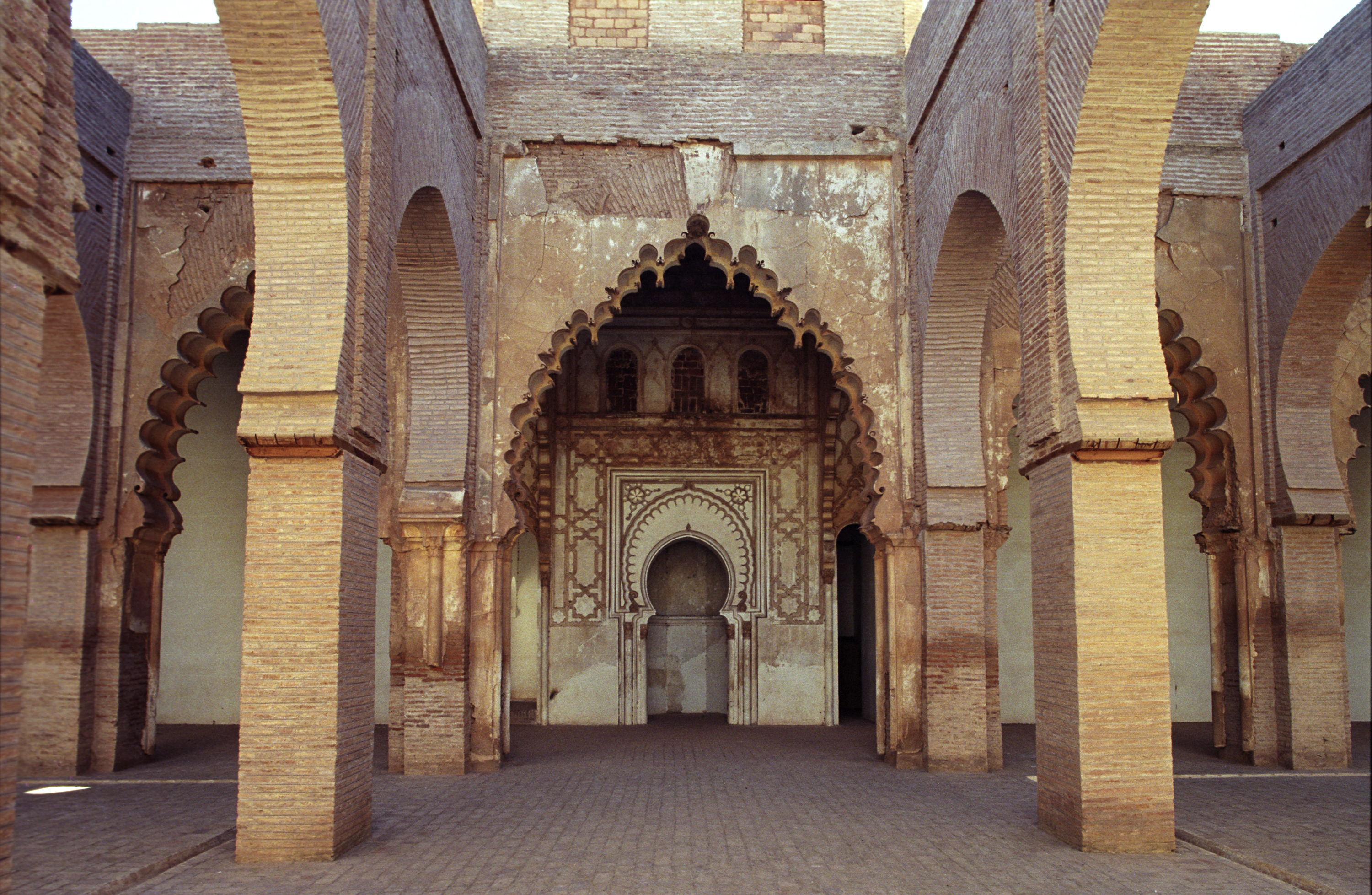
Moschee von Tinmal, Pfeilerhalle mit Mihrab

### Moscheen und Minarette
- Große Moschee von Taza
- Moschee von Tinmal
- Koutoubia-Moschee (Marrakesch)
- Giralda (Sevilla)
- Moschee al-Mansur (Marrakesch)
- Hassan-Turm (Rabat)
- zwei Minarette in Tît (heute Moulay Abdallah bei El Jadida)
- Minarett der Moschee von Safi
- Moschee und Minarett von Akka

### Tore und Wehrbauten
- Bab des Oudaïas (Rabat)
- Bab er Rouah (Rabat)
- Bab Agnaou (Marrakesch)
- Bab Mahrouk (Fès)
- Torre del Oro (Sevilla)
- Torre de Espantaperrus (Badajoz)
- Stadtmauer von Taza

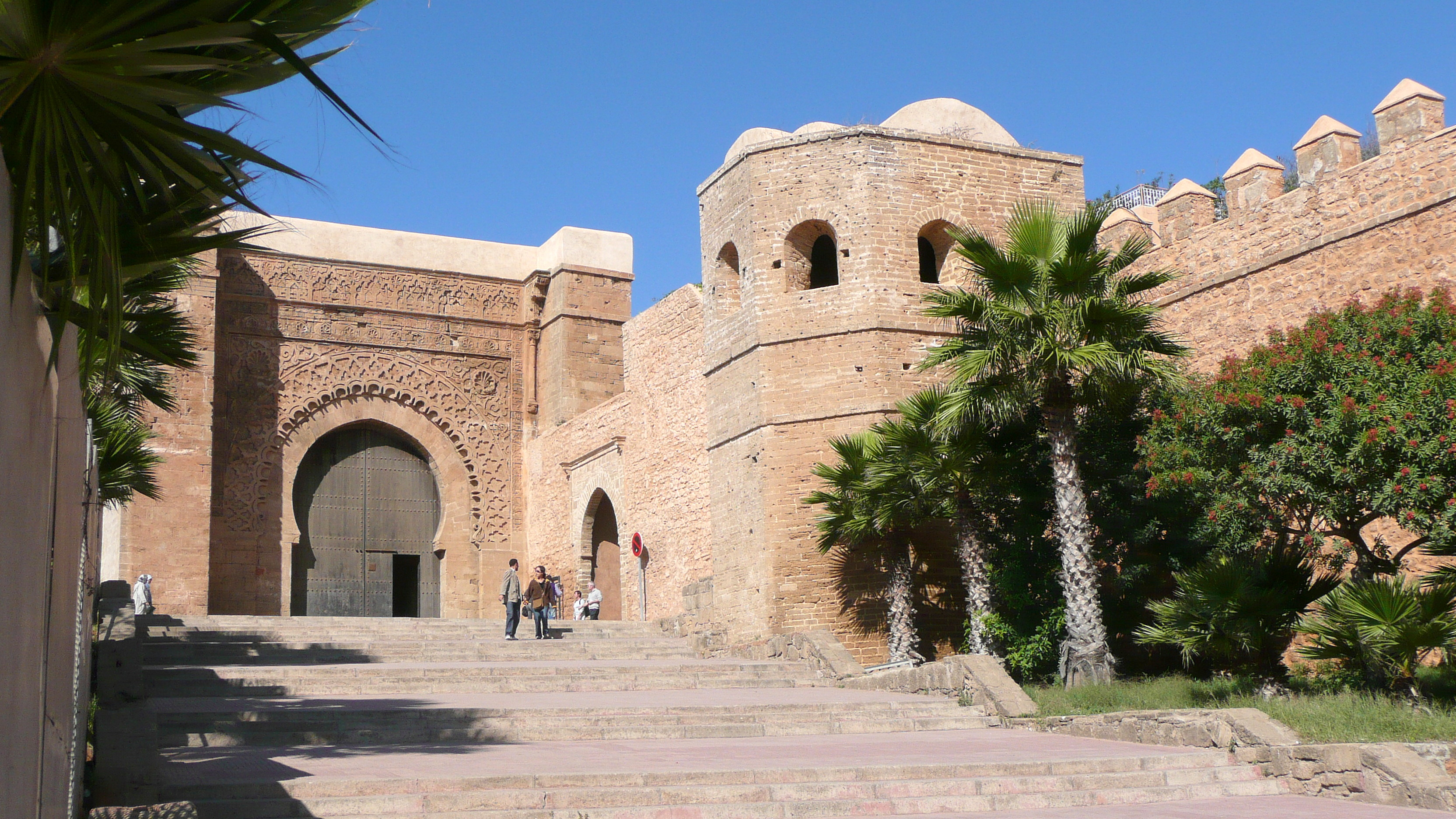
Bab des Oudaïas, Rabat

- Stadtmauer von Tit (bei El Jadida)
- Stadtmauer von Rabat

Die bereits unter den Almoraviden errichteten Stadtmauern von Fès, Marrakesch und Sevilla wurden restauriert und verstärkt.